# Into the Sun (Sean Lennon)
Into the Sun è il primo album in studio del musicista statunitense Sean Lennon, pubblicato nel 1998.

## Tracce
Tutte le tracce sono scritte da Sean Lennon tranne dove indicato.
1. Mystery Juice
2. Into the Sun
3. Home
4. Bathtub (Lennon, Yuka Honda)
5. One Night
6. Spaceship (Lennon, Timo Ellis)
7. Photosynthesis
8. Queue (Lennon, Honda)
9. Two Fine Lovers
10. Part One of the Cowboy Trilogy
11. Wasted
12. Breeze
13. Sean's Theme